# المرباع (إب)

تعديل مصدري - تعديل

المرباع  إحدى حارات مدينة القاعدة بمحافظة إب، بلغ تعداد سكانها 1573 نسمة حسب تعداد اليمن لعام 2004.